# Towarowa Giełda Energii
Towarowa Giełda Energii SA (TGE) – jedyna licencjonowana giełda towarowa w Polsce, posiadająca od lutego 2015 zezwolenie na prowadzenie rynku regulowanego. Ma siedzibę w Warszawie przy ul. Książęcej 4.
Przedmiotem obrotu na TGE są energia elektryczna, gaz ziemny, prawa majątkowe, będące elementem wsparcia odnawialnych źródeł energii, kogeneracji i efektywności energetycznej oraz gwarancje pochodzenia i uprawnienia do emisji dwutlenku węgla.

## Historia
Spółka pod nazwą Giełda Energii SA została zarejestrowana i rozpoczęła działalność 7 grudnia 1999. TGE rozpoczęła działalność operacyjną 30 czerwca 2000, kiedy zawarte zostały pierwsze kontrakty na dostawę energii elektrycznej na tzw. Rynku Dnia Następnego (RDN).
TGE prowadzi dwa rejestry: Rejestr Świadectw Pochodzenia dla energii elektrycznej wyprodukowanej w OZE i w wysokosprawnych źródłach kogeneracyjnych oraz Rejestr Gwarancji Pochodzenia.
W 2003 r. TGE uzyskała licencję od Komisji Papierów Wartościowych i Giełd (obecnie Komisji Nadzoru Finansowego) na prowadzenie giełdy towarowej.
20 grudnia 2012 TGE uruchomiła giełdę gazu, która stała się ważnym i integralnym elementem rynku gazu ziemnego w Polsce.
TGE uczestniczy w wielu projektach z zakresu współpracy międzynarodowej, zarówno na poziomie europejskim, jak i regionalnym. W grudniu 2015 r. TGE uzyskała status Nominowanego Operatora Rynku Energii Elektrycznej dla polskiego obszaru cenowego. W grudniu 2019 r. status ten został przedłużony na kolejne 4 lata. Od 15 listopada 2017 TGE prowadzi działalność na europejskim Rynku Dnia Następnego SDAC. Natomiast 19 listopada 2019 Giełda uruchomiła transgraniczny Rynek Dnia Bieżącego SIDC w modelu XBID.
TGE znajduje się na opublikowanej przez ACER liście platform do raportowania danych transakcyjnych zgodnie z wymogami Rozporządzenia REMIT.
Od lutego 2012 r. TGE należy do Grupy Kapitałowej Giełdy Papierów Wartościowych w Warszawie.

## Rynki
Giełda prowadzi rynki:
- Rynek Towarowy
  - Produkty: energia elektryczna, gaz ziemny, prawa majątkowe
- Rynek Finansowy
  - Produkty: uprawnienia do emisji CO2
- Rynek Towarowo-Finansowy OTF
  - Produkty: energia elektryczna, gaz ziemny, prawa majątkowe
- Rynek Rolny
  - Produkty: pszenica, żyto